# Ненасильницький опір
Ненасильницький опір — ненасильницький спротив, що характеризується основними типами дії такими, як пацифізм, моральний опір, пасивний опір, «активне примирення», ненасильницька революція, «селективне ненасильство» та інші.

## Ненасильницький опір
Ненасильницький опір чи ненасильницька боротьба — практика досягнення політичних цілей без застосування насильства: шляхом громадянської непокори, страйків, відмови від співробітництва, бойкоту, символічних протестів. Деякі вважають ненасильницькими засобами боротьби також блокування транспортних комунікацій та пошкодження або знищення майна (дивися, наприклад, статтю Екологічний тероризм).
У двадцятому сторіччі ненасильницький опір стало активно використовуватися як в соціально-політичній боротьбі, так і при цивільному (невійськової) опорі іноземному агресорові (наприклад, у випадку окупації Норвегії нацистською Німеччиною в 1940 р. і в разі окупації арміями країн Варшавського договору Чехословаччини в 1968 р.). З 1966 по 1999 рік ненасильницький громадянський спротив зіграв вирішальну роль в 50 з 67 випадків переходу від авторитаризму до демократії.
Ненасильницький опір є протилежністю одночасно і пасивного прийняття соціальної несправедливості, гноблення, і збройній боротьбі з ними. Як показує історичний досвід, соціально-політична практика ненасильницького опору отримує розвиток при наявності громадянського суспільства.

### Особливості ненасильницького опору
Особливість ненасильницького опору і вирішення конфліктів полягає в тому, що при цьому робиться спроба апелювати до розуму і почуттів протилежної сторони, змусити її визнати правоту і моральну перевагу учасників опору. При протистоянні зовнішньої агресії передбачається, що застосування ненасильницького опору повинно деморалізувати солдатів противника, змусити їх засумніватися в правоті дій своєї держави.
Ненасильницька тактика дозволяє вести таку боротьбу, яка хоча і ґрунтується на обуренні несправедливістю, насильством, не збуджує, однак, в борцях злобу і ненависть. У випадках внутрішньонаціональних конфліктів очевидно, що непримиренність, ненависть, збереження взаємної відчуженості не сприяють їх вирішенню, оскільки при будь-якому результаті боротьби, людям, які представляють протиборчі сторони, належить жити разом. Завдяки послідовному застосуванню ненасильства в таких конфліктах зберігається правопорядок і захищається людська гідність.

### Ідеологи ненасильницької боротьби
Прихильники нормативного підходу до ненасильства наполягають на принциповому характері ненасильства. Вони переконані в тому, що в кожному випадку ненасильницького опору воно повинно надихатися не тільки безпосередньою метою, але й високими помислами, релігійними поглядами, етичними принципами. Вони думають, що техніка ненасильницької боротьби може бути реалізована з найбільшою послідовністю, якщо люди сповідують відповідні принципи, а не просто вибирають найефективнішу тактику з можливих з міркувань розсудливості, практичності. Ідеологами ненасильницької боротьби як виконання релігійно-морального боргу, пов'язаного з духовним самовдосконаленням, були Махатма Ґанді, лідер боротьби (сатьяграхи) проти дискримінації індусів в Південній Африці, а потім боротьби проти британського колоніального панування в Індії, і Мартін Лютер Кінг, лідер Руху за громадянські права чорношкірих у США. Прихильники такого підходу також стурбовані тим, що ненасильницька боротьба може застосовуватися як ефективний засіб для досягнення і недостойних цілей. Приватні, егоїстичні інтереси, що захищаються засобами ненасильницької боротьби, здатні руйнівно впливати на суспільний організм, бути джерелом нової несправедливості.
Прихильники прагматичного підходу стверджують, що принцип ненасильства залишається лише благим побажанням, якщо не опрацьовані технічні можливості його застосування в широкомасштабних акціях, якщо ці акції проводяться без відповідного стратегічного і тактичного керівництва.

## 198 методів ненасильницьких дій
198 методів ненасильницьких дій — список ненасильницьких методів боротьби, що його створив Джин Шарп і який 1973 року був опублікований у книзі «Політика ненасильницьких дій». Згодом, 1994 року, список повторно був опублікований як додаток в книзі Джина Шарпа «Від диктатури до демократії». Згодом список став розповсюджуватися у світі та окремо, ставши практичним посібником для протестувальників у багатьох країнах Світу
.
Згідно з Джином Шарпом у людей, що ведуть ненасильницьку боротьбу, є в розпорядженні цілий арсенал «ненасильницької зброї». В списку методи розділені на три великі категорії: ненасильницький протест і переконання; відмова від співпраці (соціальної, економічної та політичної); ненасильницьке втручання. Ці категорії своєю чергою поділяються на під категорії. Список вільно розповсюджується в інтернеті як посібник для борців проти
диктатур та окупацій по всьому Світу.
Список традиційно жорстко критикують представники політичних режимів, які, на думку дослідників, можна назвати диктаторськими або поліціянтами
. Відповідні критики заявляють про насильницьку направленість методів, а також про протизаконність більшості методів, на їхню думку. Наприклад в Росії вийшла книга Е.Черепанова «Керівництво з протидії кольоровим революціям» з антитезами до списку[джерело?].